# Kim-Il-sung-Platz
Der Kim-Il-sung-Platz ist ein monumentaler Platz im Innenstadtbezirk Chung-guyŏk von Pjöngjang und zugleich städtebauliches und symbolisches Zentrum der Stadt. Er befindet sich südlich des Mansu-Hügels, wird von der Sungri-Straße durchlaufen und erstreckt sich über die beiden Verwaltungseinheiten Koyongrim-dong, östlich der Straße, und Chungsong-dong, westlich davon. Seinen Namen trägt er nach dem „ewigen Präsidenten“ Nordkoreas Kim Il-sung.
Mit seinen über 75.000 Quadratmetern liegt er an 16. Stelle unter den größten Plätzen der Welt.
Genutzt wird der Platz vor allem für repräsentative Zwecke wie Paraden, Fackelläufe und Aufmärsche, beispielsweise bei dem jährlich am 10. Oktober ausgetragenen Tag der Gründung der Partei der Arbeit Koreas und zu Geburtstagsfeiern der Führer Kim Il-sung und Kim Jong-il oder dem Tag der Jugend sowie Kundgebungen. Nach dem Tod Kim-Jong-ils kamen 100.000 Menschen zu der offiziellen Trauerfeier auf dem Platz zusammen.

## Geschichte
Gebaut wurde der Platz schrittweise ab dem Jahr 1953 über einen Zeitraum von insgesamt etwa 30 Jahren. Anstelle der Großen Studienhalle des Volkes war zunächst ein Palast für feierliche Volkszeremonien vorgesehen, dessen Baupläne jedoch verworfen wurden. 1955 wurden die beiden Staats- und Regierungsbauten westlich der Sungil-Straße errichtet und der Platz im Jahr 1960 durch den Bau der Koreanischen Kunstgalerie und das Gebäude in dem sich heute das Historische Museums befindet, auch westlich der Straße umrahmt. 1982 wurde mit der Großen Studienhalle des Volkes das jüngste Bauwerk fertiggestellt und mit dem gegenüberliegenden etwa zeitgleich erbauten Chuch'e-Turm als monumentale Gesamtanlage vollendet.

## Architektur und anliegende Bauwerke

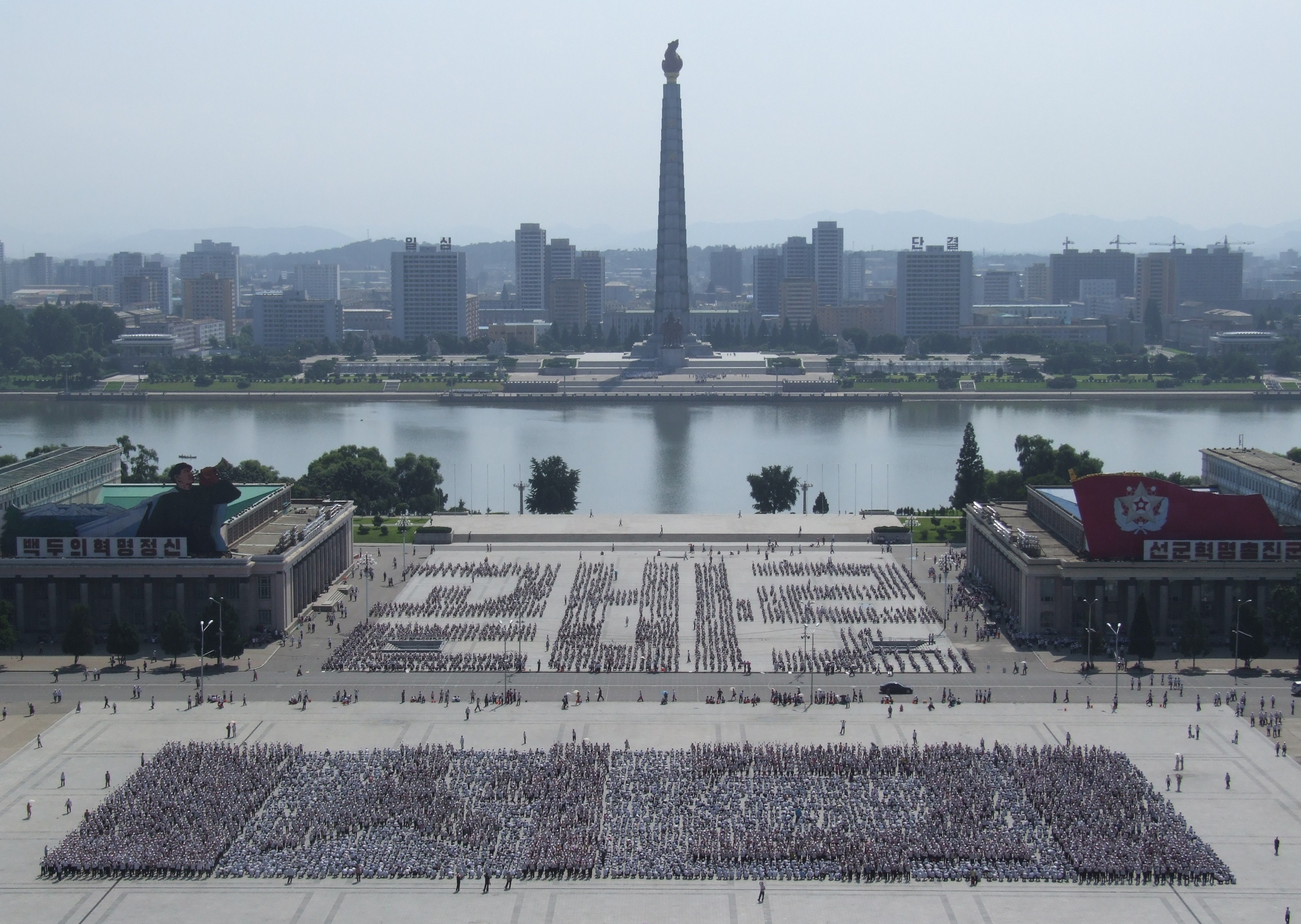
Blick von der Großen Studienhalle des Volkes auf den Kim-Il-sung-Platz mit dem Historischen Museum (links) und der Koreanischen Kunstgalerie (rechts). Im Hintergrund der Chuch'e-Turm

Der Kim-Il-sung-Platz liegt am Westufer des Taedong-gang und bildet eine städtebauliche Achse mit dem sich am Ostufer des Flusses befindenden Monument der Chuch’e-Ideologie. Im Bezug auf Architektur und Funktion wird der granitgedeckte Platz gerne mit dem Pekinger Tian’anmen-Platz verglichen.
An seiner Stirnseite befindet sich eine Tribüne, die den bisherigen Machtinhabern Nordkoreas als Plattform bei nationalen Feierlichkeiten sowie von Präsident Kim Il-sung als Podium für Reden genutzt wurde.

### Große Studienhalle des Volkes
Hinter der Tribüne erhebt sich die Große Studienhalle des Volkes. Sie befindet sich auf dem Namsan-Hügel und stellt somit das höchstgelegene Gebäude des Platzes dar. In ihrem traditionell koreanischen Baustil und ihren 34 Dächern unterscheidet sie sich architektonisch von den sonst neoklassizistischen gehaltenen Bauwerken des Platzes.

### Außenhandelsministerium

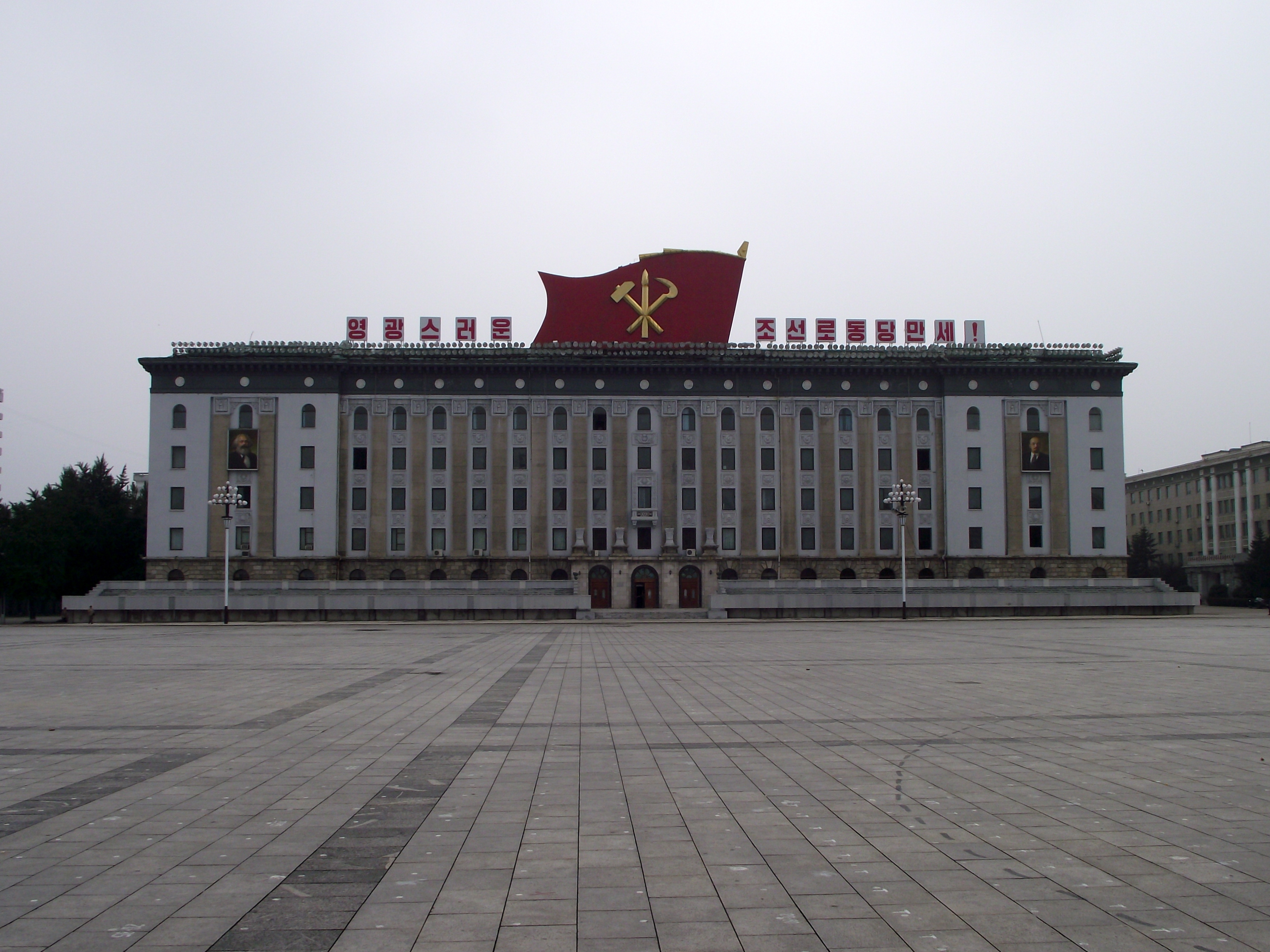
Außenhandelsministerium

Das 1955 erbaute Außenhandelsministerium befindet sich im Süden des Platzes. Es besitzt fünf Etagen und prägt den Platz durch seine neoklassizistische Bauart. Bis zum Sommer 2012 waren an der Fassade Gemälde von Karl Marx und Lenin angebracht.

### Koreanische Kunstgalerie
Die 1960 erbaute Koreanische Kunstgalerie befindet sich östlich der Sungri-Straße im Süden des Platzes und steht dem Außenhandelsministerium gegenüber. Dabei handelt es sich ebenfalls um einen neoklassizistischen Bau. In dem Museum ist sowohl moderne als auch antike koreanische Kunst ausgestellt.

### Zentrale der Partei der Arbeit Koreas

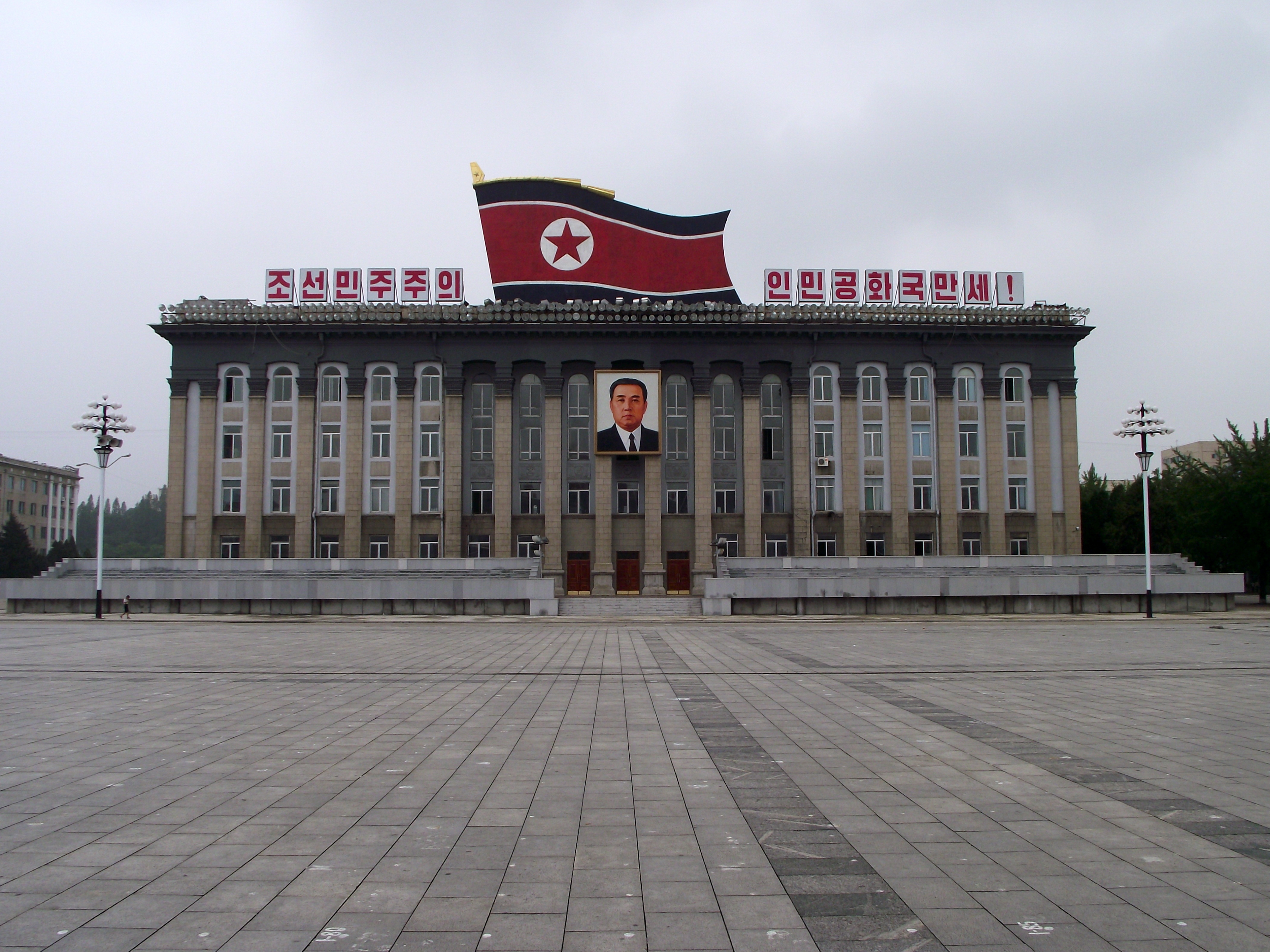
Zentrale der Partei der Arbeit

Die Zentrale der Partei der Arbeit Koreas stellt, gemeinsam mit dem Außenhandelsministerium, einen der beiden repräsentativen Staatsbauten dar und befindet sich im Norden des Platzes. Sie reiht sich in den neoklassizistischen Baustil der Gesamtanlage ein. An der Fassade befindet sich ein großformatiges Gemälde, das Kim Il-sung zeigt.

### Historisches Museum
In dem flachen neoklassizistischen Monumentalbau nördlich des Platzes befindet sich seit 1977 eines der bedeutendsten Museen Pjöngjangs. Das Gebäude wurde 1960 errichtet und liegt östlich der Straße. Darin wird die Geschichte Koreas von der Steinzeit bis zur japanischen Kolonialzeit behandelt.

### Metrostation Sŭngli
Die Station Sŭngli bzw. Sŭngni („Sieg“) der Metro Pjöngjang wurde am 6. Oktober 1973 eröffnet.

## Trivia
Im Stadtteil Sadong-guyŏk befindet sich ein verkleinerter Nachbau des Kim-Il-sung-Platzes, welcher Übungszwecken für Militärparaden u. ä. dient.